# 蒲鋒
蒲鋒（英語：Po Fung），是資深影評人及電影歷史研究者，亦是香港電影評論學會和台灣影評人協會會員，曾任香港電影評論學會會長及香港電影資料館研究主任。

## 生平
蒲鋒自小對文學及歷史有極大愛好，也是個武癡，追看武俠小說和武打動作片，沉迷俠義江湖。大學時期修讀歷史系，因認識林超榮而對電影產生興趣，開始撰寫影評，在報章雜誌發表文章。。他曾於電視台擔任資料搜集，為電影公司擔任武俠片創作顧問，甚至跟友人彭志銘出版過數期《武俠小說閱讀指南》。他曾與林超榮、舒琪在百老匯電影中心開設電影專門書店「壹角度書店」。2002年至2003年曾擔任香港電影評論學會會長。2010年至2014年任職香港電影資料館做研究主任。2018年舉家移居臺灣，在西門町開設「電光影裡書店」，專售電影書籍，但由於新冠肺炎疫情對實體書店造成衝擊，「電光影裡書店」已於2020年歇業。卸下店長身份後，他仍有繼續舉辦電影交流會，專注電影研究，獨立編輯《禁不了的香港電影2021》特刊。2020年擔任第57屆金馬獎複選及決選評審。

## 著作
- 《電光影裡斬春風—剖析武俠片的肌理脈絡》（2010）
- 《閒尋舊蹤跡—華語文藝電影源流考》（2022）
- 《無惡不作—香港黑幫電影的肌理脈絡》（2022）

## 主編
- 《經典200—最佳華語電影二百部》（1998，合編）
- 《一九九七香港電影回顧》（1999）
- 《主善為師—黃飛鴻電影研究》（2012，合編）
- 《乘風變化—嘉禾電影研究》（2013，合編）
- 《江湖路冷—香港黑幫電影研究》（2014）
- 《群芳譜—當代香港電影女星》（2017，合編）
- 《香港電影導演大全1914-1978奠基篇》（2018）

## 外部連結
- 電光影裡書店的Facebook專頁